# Artéria retal média
A artéria retal média é uma artéria que vasculariza a parte inferior do reto, onde se anastomosa com as artérias retais superior e inferior. Supre, ainda, as glândulas seminais, a próstata e a vagina.
Origina-se da artéria ilíaca interna de modo independente ou sua origem pode estar associada à artéria vesical inferior ou à pudenda interna.